# Tanaecia iapis
Tanaecia iapis es una especie de lepidóptero perteneciente a la familia Nymphalidae (subfamilia Limenitidinae), correspondiente al género Tanaecia.

## Subespecies
- Tanaecia iapis iapis (Fruhstorfer, 1894)
- Tanaecia iapis puseda (Moore, 1858)
- Tanaecia iapis sakyamuni (Fruhstorfer, 1913)
- Tanaecia iapis cocytina (Horsfield, 1829)
- Tanaecia iapis samudaya (Fruhstorfer, 1913)
- Tanaecia iapis upasakas (Fruhstorfer, 1913)
- Tanaecia iapis ambalika (Moore, 1858)
- Tanaecia iapis darani (Fruhstorfer, 1913)
- Tanaecia iapis uposatha (Fruhstorfer, 1913)
- Tanaecia iapis semperi (Staudinger, 1889)

## Localización
Las especies y subespecies de este género biológico, se encuentran distribuidas en el sudeste de Asia y Australasia.